# Bifidobacterium longum
Il Bifidobacterium longum è un batterio Gram-positivo, catalasi - negativo, a forma di bastoncello presente nel tratto gastrointestinale umano e una delle 32 specie che appartengono al genere Bifidobacterium. È un microaerotollerante anaerobio e considerato uno dei primi colonizzatori del tratto gastrointestinale dei bambini (Bifidobacterium longum infantis). Quando cresciuto su terreno anaerobico generale,  B. longum  forma colonie bianche e lucide con una forma convessa.
Sebbene B. longum non sia significativamente presente nel tratto gastrointestinale dell'adulto, è considerato parte della microbiota intestinale e si ritiene che la sua produzione di acido lattico impedisca la crescita di organismi patogeni.  B. longum  non è patogeno e viene spesso aggiunto ai prodotti alimentari.

## Caratteristiche metaboliche
Grazie alle sue capacità e ai diversi percorsi catabolici, B. longum è considerato una sorta di pulitore dell’intestino, in quanto è in grado di utilizzare una grande varietà di nutrienti per aumentare la sua competitività positiva all'interno del microbiota intestinale.

## Ricerche
Il Bifidobacterium longum è stato oggetto di numerose ricerche in campo umano. Il suo uso è stato in grado di ridurre la durata e la severità dei sintomi associati alle malattie da raffreddamento, essendo in grado di inibire le neuraminidasi virali. Altri studi riportano che B. longum, insieme ad altri batteri in miscela, è in grado di alleviare i sintomi della colite ulcerosa.
La presenza di B. loungum si riduce con il passare dell’età, tuttavia una ricerca pubblicata su Journal of Clinical Gastroenterology nel 2012 ha dimostrato la sua presenza anche negli ultracentenari. L’analisi molecolare delle feci ha dimostrato che il B. longum si trova in biotipi diversi per ciascun ultracentenario, mentre gli stessi non erano presenti nei giovani. Un altro studio, pubblicato nel 2016 ha dimostrato che i diversi biotipi di B. longum isolati dagli ultracentenari avevano lo stesso comportamento nella stimolazione di citochine non infiammatorie.
Infine, uno studio canadese rivela i benefici di B. longum non soltanto contro la sindrome dell’intestino irritabile (IBS), ma anche nel ridurre i sintomi di ansia e depressione.